# سفارة فرنسا في كازاخستان
سفارة فرنسا في كازاخستان هي أرفع تمثيل دبلوماسي لدولة فرنسا لدى كازاخستان. تقع السفارة في مدينة نور سلطان وهي تهدف لتعزيز المصالح الفرنسية في كازاخستان.

## وصلات خارجية
- الموقع الرسمي
- قائمة سفارات فرنسا
- قائمة السفارات في كازاخستان